# Potato pedigree database
Potato pedigree database (base de données des pedigrees de la pomme de terre) est le nom d'une base de données gérée par le laboratoire de sélection des plantes de l'université de Wageningen (Pays-Bas) qui a pour objectif de rassembler les pedigrees de tous les cultivars de pomme de terre créés au niveau mondial et de les mettre à disposition des sélectionneurs par l'intermédiaire d'un site Internet librement consultable. Les données disponibles concernent plus de 7000 cultivars (2007). Elles proviennent de plus de 60 pays, les principaux contributeurs étant les Pays-Bas, l'Allemagne et les États-Unis. Le plus ancien cultivar recensé, 'Bremerroode', d'origine allemande, daterait d'avant 1770.